# NTS Radio
NTS (também conhecida como NTS Radio ou NTS Live) é uma Estação de Rádio Online e plataforma de informação, baseada em Dalston, Londres. Foi fundada em Abril de 2011, por Femi Adeyemi (um dos membros da Boiler Room) e co-fundador Clair Urbahn, A NTS Radio serve de comunidade online com um leque abrangente de programas de rádio, informação digital e eventos musicais ao vivo. O seu moto 'Não tome por garantido'sumariza a diversidade e o lado mais radical da sua programação. A NTS tem estações de rádio ao vivo em Londres, Manchester, Los Angeles e Shanghai e transmite conteúdo ao vivo a partir de 30 cidades por mês. De acordo com o site do Instituto de Artes Contemporâneas do Reino Unido, a NTS Radio é uma família de pessoas que partilham ideais comuns, plenamente comprometidos com aquilo que fazem, e dedicados a suportar o a melhor música e cultura através de eventos de rádio. A NTS dá voz ao melhor do passado musical, celebra-o e ao presente e cultiva a cena musical underground, e tem orgulho em ter uma postura aberta e experimental em relação ao seu modus-operandi".

## Artistas e curadores
Todos os artistas e curadores que aparecem na NTS Radio são seleccionados pela equipa da NTS - Fergus McDonald (Responsável pela programação), Sean McAuliffe (Responsável pela direccção) e Femi Adeyemi (CEO).
Há mais de 20 curadores. Um número de músicos e DJs tem aparecido na NTS como curadores e artistas, incluindo:
- Thurston Moore,
- Jeff Mills,
- Floating Points,
- Andrew Weatherall,
- Gilles Peterson,
- Four Tet,
- Frankie Knuckles,
- Rough Trade Records,
- Theo Parrish,
- Wire Magazine,
- Mr. Scruff,
- Skepta,
- Peanut Butter Wolf,
- Derrick May and
- Kerri Chandler.

## Prémios
A NTS venceu em 2014 o Prémio de Melhor Estação de Rádio Online do Mixcloud e também foi premiada pela International Radio Awards Festival.